# Петра Мартич
Петра Мартич (хорв. Petra Martić) — хорватська професійна тенісистка. 
Перший титул WTA Мартич здобула на Istanbul Cup 2019.

## Фінали турнірів WTA

### Одиночний розряд: 4 (1 титул)
| Перемога – Поразка                         |
| ------------------------------------------ |
| Турніри Великого шлему (0–0)               |
| Турніри Туру WTA (0–0)                     |
| Прем'єрні обов'язкові та Прем'єрні 5 (0–0) |
| Прем'єрні (0–1)                            |
| Міжнародні (1–2)                           |

| Результат | №  | Дата             | Турнір                                           | Категорія   | Покриття | Супротивниця        | Рахунок             |
| --------- | -- | ---------------- | ------------------------------------------------ | ----------- | -------- | ------------------- | ------------------- |
| Поразка   | 1. | 4 березня 2012   | BMW Malaysian Open, Куала-Лумпур, Малайзія       | Міжнародний | Тверде   | Сє Шувей            | 6–2, 5–7, 1–4 прип. |
| Поразка   | 2. | 22 липня 2018    | BRD Bucharest Open, Бухарест, Румунія            | Міжнародний | Ґрунт    | Анастасія Севастова | 6–7(4–7), 2–6       |
| Перемога  | 3. | 28 квітня 2019]] | TEB BNP Paribas Istanbul Cup, Стамбул, Туреччина | Міжнародний | Ґрунт    | Маркета Вондроушова | 1–6, 6–4, 6–1       |
| Поразка   | 4. | 15 вересня 2019  | Zhengzhou Open, Чженчжоу, КНР                    | Прем'єрний  | Тверде   | Кароліна Плішкова   | 3–6, 2–6            |

### Парний розряд: 4
| Перемога – Поразка                         |
| ------------------------------------------ |
| Турніри Великого шлему (0–0)               |
| Турніри Туру WTA (0–0)                     |
| Прем'єрні обов'язкові та Прем'єрні 5 (0–0) |
| Прем'єрні (0–1)                            |
| Міжнародні (0–3)                           |

| Результат | №  | Дата           | Турнір                                            | Покриття | Партнер              | Опоненти                                      | Рахунок               |
| --------- | -- | -------------- | ------------------------------------------------- | -------- | -------------------- | --------------------------------------------- | --------------------- |
| Поразка   | 1. | 12 лютого 2012 | Open GDF Suez, Париж, Франція                     | Тверде   | Анна-Лена Гренефельд | Лізель Губер Ліза Реймонд                     | 6–7(3–7), 1–6         |
| Поразка   | 2. | 17 червня 2012 | Nurnberger Gastein Ladies, Бад-Гастайн, Австрія   | Ґрунт    | Анна-Лена Гренефельд | Джилл Крейбас Юлія Гергес                     | 7–6(7–4), 4–6, [9–11] |
| Поразка   | 3. | 28 квітня 2013 | Гран-прі принцеси Лалли Мер'єм, Марракеш, Марокко | Ґрунт    | Крістіна Младенович  | Тімеа Бабош Менді Мінелла                     | 3–6, 1–6              |
| Поразка   | 4. | 6 березня 2016 | Monterrey Open, Монтеррей, Мексика                | Тверде   | Марія Санчес         | Анабель Медіна Гаррігес Аранча Парра Сантонха | 6–4, 5–7, [7–10]      |

## Фінали WTA 125 Series

### Парний розряд: (1 титул)
| Результат | !№ | Дата           | Турнір                                  | Покриття | Партнер      | Опоненти                | Рахунок  |
| --------- | -- | -------------- | --------------------------------------- | -------- | ------------ | ----------------------- | -------- |
| Перемога  | 1. | 30 травня 2016 | Croatian Bol Ladies Open, Бол, Хорватія | Ґрунт    | Ксенія Кноль | Ралука Олару Іпек Сойлу | 6–3, 6–2 |

## Фінали ITF

### Одиночний розряд Фінали: 7 (4–3)
| Турніри $100,000 |
| Турніри $75,000  |
| Турніри $50,000  |
| Турніри $25,000  |
| Турніри $10,000  |

| Результат | !№ | Дата             | Місто                      | Покриття | Опонент              | Рахунок            |
| Runner–up | 1. | 14 жовтня 2007   | Джерсі, Велика Британія    | Тверде   | Сабіне Лісіцкі       | 3–6, 4–6           |
| Перемога  | 2. | 13 липня 2008    | Загреб, Хорватія           | Ґрунт    | Івонн Мойсбургер     | 6–2, 2–6, 6–2      |
| Перемога  | 3. | 13 вересня 2009  | Б'єлла, Італія             | Ґрунт    | Шерон Фічмен         | 7–5, 6–4           |
| Перемога  | 4. | 3 червня 2013    | Ноттінгем, Велика Британія | Трава    | Кароліна Плішкова    | 6–3, 6–3           |
| Runner–up | 5. | 9 листопада 2014 | Острів Каптіва, США        | Тверде   | Едіна Галловіц-Голл  | 2–6 2–6            |
| Перемога  | 6. | 9 квітня 2017    | Пула, Італія               | Ґрунт    | Катінка фон Дайхманн | 6–4, 7–5           |
| Runner–up | 7. | 6 травня 2017    | Вісбаден, Німеччина        | Ґрунт    | Катінка фон Дайхманн | 4–6, 6–4, 6–7(7–9) |

### Парний розряд Фінали: 8 (5–3)
| Результат | №  | Дата            | Місто                 | Покриття | Партнер              | Опоненти                              | Рахунок               |
| --------- | -- | --------------- | --------------------- | -------- | -------------------- | ------------------------------------- | --------------------- |
| Перемога  | 1. | 10 травня 2009  | Загреб, Хорватія      | Ґрунт    | Айла Том'янович      | Ксенія Мілевська Анастасія Пивоварова | 6–3, 6–7(4–7), [10–5] |
| Поразка   | 2. | 18 вересня 2009 | Софія, Болгарія       | Ґрунт    | Полона Герцог        | Тімеа Бачинскі Татьяна Гарбін         | 2–6, 6–7(4–7)         |
| Поразка   | 3. | 3 жовтня 2010   | Афіни, Греція         | Тверде   | Елені Даніліду       | Віталія Д'яченко Іпек Шенолу          | w/o                   |
| Перемога  | 4. | 17 грудня 2010  | Дубай, ОАЕ            | Тверде   | Юлія Гергес          | Саня Мірза Владіміра Угліржова        | 6–4, 7–6(9–7)         |
| Перемога  | 5. | 8 травня 2011   | Кань-сюр-Мер, Франція | Ґрунт    | Анна-Лена Гренефельд | Дарія Юрак Рената Ворачова            | 1–6, 6–2, 6–4         |
| Перемога  | 6. | 19 жовтня 2014  | Тампіко, Мексика      | Тверде   | Марія Санчес         | Валерія Савіних Катерина Бондаренко   | 3–6 6–3 [10–2]        |
| Перемога  | 7. | 8 лютого 2015   | Берні, Австралія      | Тверде   | Ірина Фалконі        | Хань Сіньюнь Дзюнрі Намігата          | 6–2, 6–4              |
| Поразка   | 8. | 10 травня 2015  | Трнава, Словаччина    | Ґрунт    | Александра Крунич    | Юлія Бейгельзимер Маргарита Гаспарян  | 3–6, 2–6              |

## Досягнення в одиночних змаганнях
| Турнір                                 | 2008 | 2009 | 2010 | 2011 | 2012 | 2013 | 2014 | 2015 | 2016 | 2017 | 2018 | 2019 | 2020 | В–П   |
| -------------------------------------- | ---- | ---- | ---- | ---- | ---- | ---- | ---- | ---- | ---- | ---- | ---- | ---- | ---- | ----- |
| Відкритий чемпіонат Австралії з тенісу | A    | КР   | 1Р   | 2Р   | 1Р   | 1Р   | 1Р   | 1Р   | КР   | A    | 4Р   | 3Р   | 2Р   | 7–9   |
| Відкритий чемпіонат Франції з тенісу   | A    | 2Р   | 1Р   | КР   | 4Р   | 1Р   | 1Р   | 1Р   | КР   | 4Р   | 2Р   | ЧФ   |      | 12–9  |
| Вімблдонський турнір                   | A    | A    | 2Р   | 2Р   | 1Р   | 3Р   | 1Р   | КР   | КР   | 4Р   | 1Р   | 4Р   |      | 10–8  |
| Відкритий чемпіонат США з тенісу       | КР   | 2Р   | 1Р   | 2Р   | 1Р   | A    | КР   | КР   | A    | 1Р   | 1Р   | 4Р   |      | 5–7   |
| Перемоги-Поразки                       | 0–0  | 2–2  | 1–4  | 3–3  | 3–4  | 2–3  | 0–3  | 0–2  | 0–0  | 6–3  | 4–4  | 12-4 | 1–1  | 34–33 |

## Історія виступів на турнірах Великого шлему в парному розряді
| Турнір          | 2010 | 2011 | 2012 | 2013 | 2014 | 2015 | 2016 | 2017 | 2018 | 2019 | 2020 | В–П   |
| --------------- | ---- | ---- | ---- | ---- | ---- | ---- | ---- | ---- | ---- | ---- | ---- | ----- |
| Australian Open | 1Р   | 1Р   | 3Р   | 1Р   | 3Р   | 1Р   | A    | A    | A    | 3Р   | A    | 6–7   |
| French Open     | 2Р   | 1Р   | 2Р   | 1Р   | A    | 1Р   | A    | A    | 1Р   | 2Р   |      | 3–7   |
| Wimbledon       | 2Р   | A    | 3Р   | 3Р   | A    | 1Р   | A    | A    | 2Р   | 3Р   |      | 8–6   |
| US Open         | 3Р   | 1Р   | 1Р   | 1Р   | A    | A    | A    | 1Р   | 1Р   | A    |      | 2–6   |
| Ви–Пр           | 4–4  | 0–3  | 5–4  | 2–4  | 2–1  | 0–3  | 0–0  | 0–1  | 1–3  | 5–3  | 0–0  | 19–26 |

## Перемоги над тенісистками першої 10-ки WTA
| Сезон   | Тур WTA 2012 | Тур WTA 2018 | Тур WTA 2019 | Всього |
| Перемог | 2            | 1            | 1            | 4      |

| #            | Тенісистка        | Рейтинг | Турнір                                               | Покриття | Раунд | Рахунок       | PMR     |
| ------------ | ----------------- | ------- | ---------------------------------------------------- | -------- | ----- | ------------- | ------- |
| Тур WTA 2012 |                   |         |                                                      |          |       |               |         |
| 1.           | Маріон Бартолі    | Ранг 8  | Відкритий чемпіонат Франції з тенісу, Париж, Франція | Ґрунт    | 2Р    | 6–2, 3–6, 6–3 | Ранг 50 |
| 2.           | Петра Квітова     | Ранг 5  | Toray Pan Pacific Open, Токіо, Японія                | Тверде   | 2Р    | 6–4, 6-4      | Ранг 73 |
| Тур WTA 2018 |                   |         |                                                      |          |       |               |         |
| 3.           | Олена Остапенко   | Ранг 6  | BNP Paribas Open, Індіан-Веллс, США                  | Тверде   | 3Р    | 6–3, 6–3      | Ранг 51 |
| Тур WTA 2019 |                   |         |                                                      |          |       |               |         |
| 4.           | Кароліна Плішкова | Ранг 2  | Відкритий чемпіонат Франції з тенісу, Париж, Франція | Ґрунт    | 3Р    | 6–3, 6–3      | Ранг 31 |